# Асен Найденов
Асен Яков Найденов е български оперен диригент.

## Ранни години и образование
Роден е във Варна на 12 септември 1899 г. В периода 1920 – 1921 г. посещава лекции по музикознание при Гуидо Адлер във Виенския университет, учи теория на музиката и композиция при Йозеф Маркс и пиано при Пол де Кон. От 1921 до 1923 г. следва композиция при П. Гренер, теория и контрапункт при Щефан Крел, пиано при Роберт Тайхмюлер и диригентство при Макс Хохкофлер в Лайпциг.

## Кариера в България
През 1925 г. Асен Найденов се завръща в България и постъпва като стажант-диригент в Софийската опера. През 1926 г. е един от организаторите и дебютиращ диригент на първото издание на Международния музикален фестивал „Варненско лято“. През 1931 г. поставя първата си самостоятелна постановка, операта на Гаетано Доницети „Дон Паскуале“, а след нея и „Вертер“ на Жул Масне. С негова помощ на сцената на Софийската опера се поставят редица български опери и балети като: „Нестинарка“, „Цар Калоян“, „Момчил“, „Янините девет братя“, „Луд Гидия“, „Змей и Яна“, „Женско царство“ и др. Той е и първият български интерпретатор на Рихард Вагнер, на „Фиделио“ от Лудвиг ван Бетховен, на редица опери от Верди, Пучини, Сен Санс, Голдмарк, Римски-Корсаков, Прокофиев, Кабалевски и др. Операта на Джузепе Верди „Дон Карлос“, която Асен Найденов поставя за първи път у нас в София през 1936 година заедно с режисьора проф. Драган Кърджиев, е дирижирана от него повече от 30 години в България и чужбина. Основава и ръководи мъжкия хор „Родина“ в периода 1933 – 1937 г. През 1945 г. е назначен за Главен диригент на Софийската опера, но през 1961 година е пенсиониран поради навършване на пенсионна възраст.

## Престой в Санкт Петербург и Москва
Веднага след пенсионирането му в България, през 1962 г., Асен Найденов е поканен на постоянна работа в Ленинград (сега Санкт Петербург), където на сцената на Малий театър за опера и балет поставя „Отело“, „Риголето“, „Турандот“, „Летящият холандец“ и в продължение на три сезона е гост-диригент на театъра. След престоя си в Санкт Петербург, през 1963 г. е поканен от Болшой театър в Москва, където дирижира първо „Дама Пика“ от П. И. Чайковски, поставена музикално от Евгений Светланов. Новата концертна зала на Двореца на конгресите в Москва е открита с премиера на операта „Дон Карлос“ от Джузепе Верди под диригентството на Асен Найденов. През 1965 г. в концертната зала на Двореца на конгресите в Москва той дирижира „Дон Карлос“ с участието на Николай Гяуров в ролята на крал Филип.

## Завръщане в България
През 1965 г. Асен Найденов се завръща в България, пенсионирането му е отменено и е възстановен на поста главен диригент на Софийската опера, пост който заема до 1979 г., след което остава в Операта като неин Почетен главен диригент. През 1970 г. гастролира със Софийската опера в Неапол, където дирижира операта „Дон Карлос“ от Джузепе Верди с участието на Борис Христов в ролята на крал Филип. На 80-годишна възраст той дирижира „Дон Карлос“ в Софийската опера и на 50-годишния юбилей на Николай Гяуров през 1980 г, с участието на Мирела Френи. Почетен диригент е на Фестивалния оркестър на НДК от 1986 г. Почива на 10 септември 1995 г. в София. Редица оперни постановки и концерти дирижирани от него, както и негови интервюта се съхраняват в Златния фонд на Българското национално радио.

## Награди
Асен Найденов е лауреат на Димитровска награда, Герой на социалистическия труд, народен артист, носител на ордените „Георги Димитров“ и „Народна Република България“ I степен, както и на наградата „Златна лира“ на Съюза на музикалните и танцови дейци в България.

## Памет
На ул. „Солунска“ № 45 в София има паметна плоча на Асен Найденов. Улица в кв. „Кръстова вада“ в София носи неговото име (Карта).